# Воссоединение в Вене
«Воссоединение в Вене» (англ. Reunion in Vienna) — американская мелодрама 1933 года, периода докодексового Голливуда. Фильм был снят режиссёром Сидни Франклином, и выпущен компанией Metro-Goldwyn-Mayer. Главную роль исполнил Джон Берримор. Сюжет картины основан на одноимённой театральной пьесе, написанной Робертом Эмметом Шервудом. В 1934 году фильм был номинирован на премию «Оскар» за лучшую операторскую работу.

## Сюжет
Эрцгерцог, изгнанный из Австрии, возвращается в Вену на встречу со своими старыми друзьями, и встречается с бывшей любовью своей жизни, которая теперь замужем за психоаналитиком.

## В ролях
- Джон Берримор — эрцгерцог Рудольф фон Габсбург
- Дайана Уиньярд — Елена Круг
- Фрэнк Морган — доктор Антон Кинг
- Генри Трэверс — отец Круг
- Мэй Робсон — фрау Лучер
- Эдуардо Чианнелли — Пофферофф
- Уна Меркел — Ильза Хинрих

## Кассовые сборы
Общие международные кассовые сборы фильма составили 643 000$, из них 379 000$ фильм собрал в США и Канаде, а остальные 264 000$ в других странах.